# 肥前島原松平文庫
肥前島原松平文庫（日语：／ Hizen Shimabara Matsudairabunko */?）是位於日本長崎縣島原市城內一丁目的島原圖書館內，以保存日本典籍為中心的一個機構，收藏種類達2,553至約3,000種，總數約1萬至1.8萬冊，為長崎縣指定文化財。

## 歷史
- 「尚舍源忠房」藏書印
- 肥前島原松平文庫
（島原圖書館）
- 「文庫」藏書印

寬文9年6月8日（1669年7月5日），丹波福知山藩主松平忠房獲加增2.3萬石，以6.5萬石入主肥前島原藩，其出身的家系是精於古典文學與連歌等文藝的深溝松平家，早在福知山時期，由於該處鄰近京都，因此當時他能夠收集到大量優質的手抄本，並且在轉移至島原時親自對關於搬運其部分藏書方面下達了指令。入主島原後，忠房積極蒐羅和抄寫文學、歷史和兵法等典籍和地圖，承襲了歷代藩主崇尚學問的家風，其藏書以和裝本為主，並且以紅葉山文庫、林家、水戶德川家、榊原家和桂宮等的藏書為底本來進行抄寫，雖然其藏書大多沒有記載抄寫或到手日期，但是通過卷末的藏書印「尚舍源忠房」以及「文庫」，便能夠作出判別。其中，「尚舍」是源於深溝松平家代代自稱為主殿頭所屬的主殿寮的唐名「尚舍局」，源則是指其本姓源氏，「文庫」雖然有匯集文獻的意思，但是未能確認當時是否實際上特別興建了實體的文庫來保管藏書，藏書印的大小分別是長4厘米，寬1.4厘米以及長兩厘米，寬2.5厘米。寬政5年（1793年），藩校稽古館建成後，這批藏書成為了藩內的教科書，廢藩置縣後以「松平文庫」的名義保存於城西一角的松平家管理事務所，部分藏書則成為舊制長崎縣立島原中學校古典科目的教科書。其後，My Pedia稱松平家在1947年將藏書轉贈給島原市，島原圖書館則稱是在1948年轉移至島原公民館圖書部，在1964年4月10日作為紀念島原城天守閣重建，才由松平家正式轉贈給島原市，與此同時國立國會圖書館記載道是在1960年從松平家管理事務所轉移至島原公民館，《西日本新聞》同時提到松平文庫是在同年被當時的九州大學研究生田中道雄（現佐賀大學名譽教授）等人所發現。對此，國立國會圖書館形容松平文庫是第二次世界大戰後，新發現的日本文學相關資料中規模最大的，翌年九州大學將藏書整理成《肥前島原松平文庫目錄》，並且出版。2013年3月29日，松平文庫獲指定為長崎縣指定文化財。

## 主要藏書
- 《舊島原藩日記》，現存冊數總共1,409冊，其中屬於松平文庫有1,199冊，631冊藏於文庫，剩餘的568冊由猛島神社保管，其餘的210冊則是慶應義塾大學藏書。1983年6月6日，松平文庫以及猛島神社藏《舊島原藩日記》獲指定為島原市指定文化財[11][12]。
- 日本歷史最悠久的手抄本：[1]
  - 《甲州法度次第》
  - 《蜻蛉日記》
  - 《夜半寢覺（日语：夜半の寝覚）》
  - 《古今和歌六帖（日语：古今和歌六帖）》

## 外部連結
- http://base1.nijl.ac.jp/~tkoten/owners/syuusyuu_list/list_hizen.html （页面存档备份，存于）（國文學研究資料館（日语：国文学研究資料館））